# Antonella Confortola
Antonella Confortola-Wyatt (Cavalese, 16 de octubre de 1975) es una deportista italiana que compitió en esquí de fondo.
Participó en cuatro Juegos Olímpicos de Invierno, entre los años 1998 y 2010, obteniendo una medalla de bronce en Turín 2006, en la prueba de relevo (junto con Arianna Follis, Gabriella Paruzzi y Sabina Valbusa).
Ganó dos medallas en el Campeonato Mundial de Esquí Nórdico, plata en 1999 y bronce en 2005.

## Palmarés internacional
| Juegos Olímpicos   | Juegos Olímpicos      | Juegos Olímpicos  | Juegos Olímpicos |
| Año                | Lugar                 | Medalla           | Prueba           |
| ------------------ | --------------------- | ----------------- | ---------------- |
| 2006               | Turín (Italia)        | Medalla de bronce | Relevo 4 × 5 km  |
| Campeonato Mundial |                       |                   |                  |
| Año                | Lugar                 | Medalla           | Prueba           |
| 1999               | Ramsau (Austria)      | Medalla de plata  | Relevo 4 × 5 km  |
| 2005               | Oberstdorf (Alemania) | Medalla de bronce | Relevo 4 × 5 km  |